# Jack Layton
John Gilbert "Jack" Layton (Montreal, 18 de julio de 1950 - Toronto, 22 de agosto de 2011) fue un político socialdemócrata canadiense, presidente del Nuevo Partido Democrático desde el 25 de enero de 2003 hasta su muerte.

## Biografía
Jack Layton, hijo de Robert Layton y Doris Elizabeth Steeves, nació en Montreal, Quebec, criándose en Hudson. 
Sirvió como concejal en el Ayuntamiento de Toronto durante más de 20 años y desarrollo lo que denominaba "política positiva". Se desplazaba en bicicleta por la ciudad y luchaba por los desfavorecidos. 
En noviembre de 1991 junto a Ron Sluser y Michael Kaufman fue cofundador de la Campaña del Lazo Blanco para impulsar el compromiso de los hombres en la lucha contra la violencia hacia las mujeres iniciada en Canadá y extendida a más de 60 países.
Miembro del Nuevo Partido Democrático, lideró al partido en las elecciones federales de Canadá de 2011, en las que obtuvo 108 del total de 308 escaños. Tras superar un cáncer de próstata, poco después de las elecciones anunció que padecía un nuevo cáncer, del que finalmente murió.

## Honores póstumos
En su memoria, las banderas de la provincia de Saskatchewan fueron izadas a media asta. Además, el 23 de junio de 2012, un parque al sur de la ciudad de Montreal fue inaugurado con el nombre de Jack Layton.

## Vida personal
Se casó en 1969 con Sally Halford, con quien tuvo dos hijos (Sarah y Michael). En 1988 se casó con Olivia Chow.